# Classe Formidable (cuirassé)
Pour les autres classes de navires du même nom, voir Classe Formidable.
La classe Formidable est une classe de huit cuirassés de type pré-dreadnought construite pour la Royal Navy à la fin du XIXe siècle. Elle fut conçue par l'ingénieur britannique William Henry White (1845-1913).
Cette classe est parfois subdivisée en trois parties : classe Formidable pour les trois premiers navires, classe London pour les trois suivants et classe Queen pour les deux derniers.

## Conception
La classe Formidable a bénéficié d'améliorations des deux classes précédentes, la classe Majestic et la classe Canopus. Elle est plus large et d'un plus fort déplacement que la classe Majestic et d'un meilleur blindage et armement que la classe Canopus.

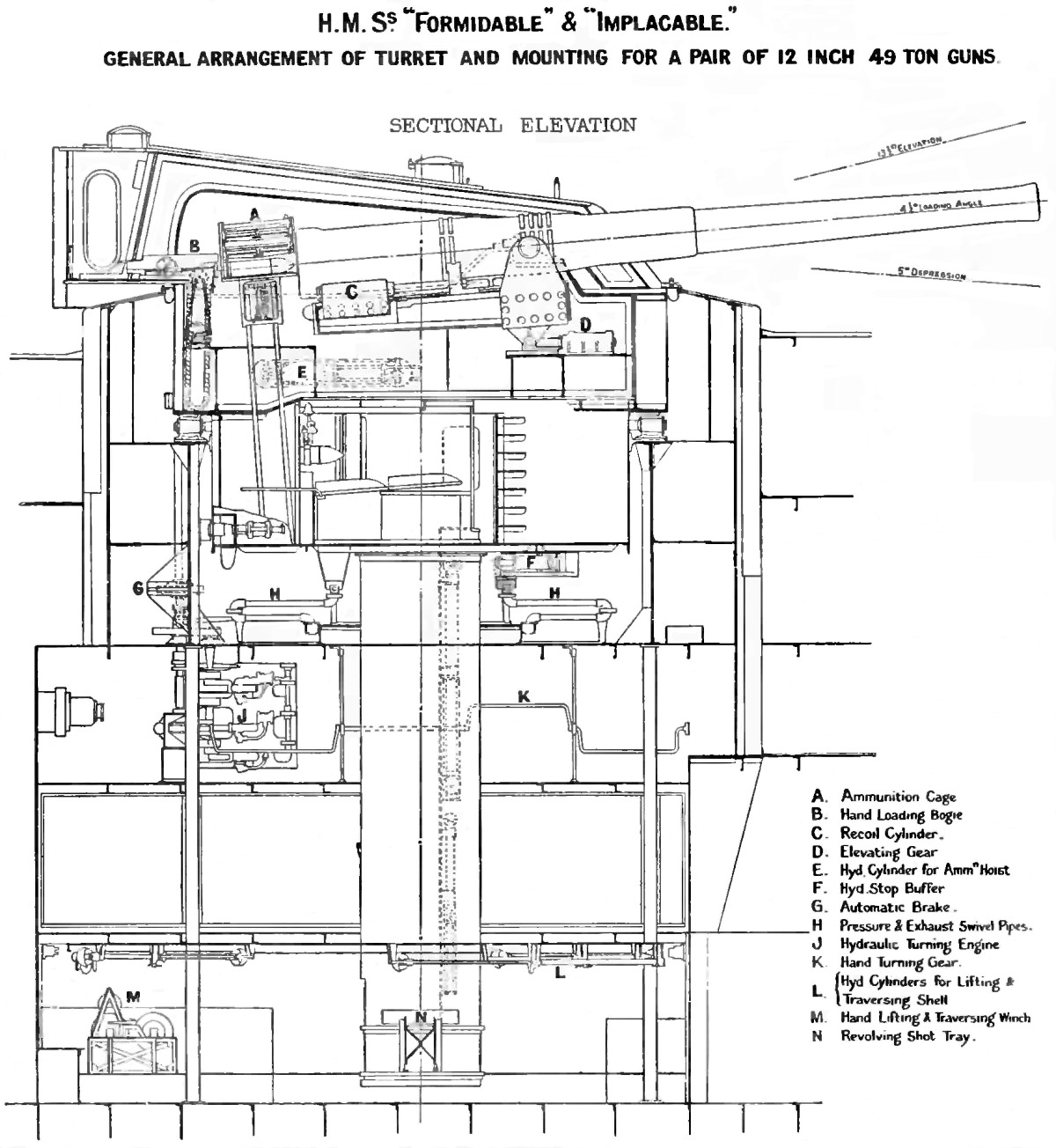
diagramme d'une tourelle d'artillerie

Après les trois premiers cuirassés de classe Formidable, il y eut un changement de dessin pour les cinq derniers navires qui sont considérés de classe London, avec un blindage moins épais du pont et une vitesse légèrement inférieure.
Les deux derniers, considérés de classe Queen, et de construction tardive (après la classe Duncan), avaient aussi une vitesse amoindrie. Leur artillerie fut regroupée en milieu de pont avec un blindage plus léger.

## Histoire
Les navires furent en service en temps de paix en Méditerranée, en l'Atlantique et dans les eaux territoriales. Avec l'apparition de nouveaux cuirassés et de croiseurs de bataille de type Dreadnought à partir de 1906, ont placé tous les navires Pré-Dreadnought dans des missions moins exigeantes durant la plus grande partie de la Première Guerre mondiale, durant laquelle deux ont été perdus dans l'action et un troisième a été détruit par une explosion accidentelle.

Certains ont été engagés durant la bataille des Dardanelles, puis les derniers ont seulement opéré dans les eaux territoriales.

Les survivants ont été déclassés après-guerre, puis vendus pour démolition.

## Les unités de la classe
| Classe            | Nom                 | Lancement         | Chantier naval             | Fin de carrière                                 | Photo |
| ----------------- | ------------------- | ----------------- | -------------------------- | ----------------------------------------------- | ----- |
| Classe Formidable | HMS Formidable      | 17 novembre 1898  | HMNB Portsmouth Portsmouth | torpillé le 1er janvier 1915                    |       |
|                   | HMS Irresistible    | 15 décembre 1898  | Chatham Dockyard Chatham   | miné le 18 mars 1915 au détroit des Dardanelles |       |
|                   | HMS Implacable      | 11 mars 1899      | HMNB Devonport Plymouth    | vendu le 8 novembre 1921 pour démolition        |       |
| Classe London     | HMS London          | 21 septembre 1899 | HMNB Portsmouth Portsmouth | vendu le 4 juin 1920 pour démolition            |       |
|                   | HMS Bulwark         | 18 octobre 1899   | HMNB Devonport Plymouth    | détruit le 26 novembre 1914 par explosion       |       |
|                   | HMS Venerable       | 2 novembre 1899   | Chatham Dockyard Chatham   | vendu le 4 juin 1920 pour démolition            |       |
| Classe Queen      | HMS Queen           | 8 mars 1902       | HMNB Devonport Plymouth    | vendu le 4 septembre 1920 pour démolition       |       |
|                   | HMS Prince of Wales | 25 mars 1902      | Chatham Dockyard Chatham   | vendu le 12 avril 1920 pour démolition          |       |